# Chlum (Rokycanyi járás)
Chlum település Csehországban, Rokycanyi járásban. Chlum Studená, Hlince, Zvíkovec, Podmokly, Mlečice és Kladruby településekkel határos. Lakosainak száma 50 fő (2024. január 1.).

## Népesség
A település lakosságának változását az alábbi diagram mutatja:
| Lakosok száma | 282  | 259  | 273  | 121  | 77   | 53   | 43   | 43   | 53   | 50   |
|               | 1869 | 1900 | 1921 | 1961 | 1980 | 2011 | 2016 | 2019 | 2021 | 2024 |